# Собеский захватывает знамя
«Собеский захватывает знамя» (пол. Sobieski zdobywa chorągiew) — картина польского художника Яна Матейко, созданная в 1880 году. Хранится в частной коллекции.
Матейко изобразил короля Речи Посполитой Яна III Собеского в конном бою с османами. Собеский только что отрубил голову турецкому всаднику и левой рукой перехватывает у него зелёное знамя.